# Top Volley 2021-2022
Questa voce raccoglie le informazioni riguardanti la Top Volley nelle competizioni ufficiali della stagione 2021-2022.

## Stagione
Nella stagione 2021-22 la Top Volley assume la denominazione sponsorizzata di Top Volley Cisterna.
Partecipa per la ventesima volta alla Superlega; chiude la regular season di campionato all'ottavo posto in classifica, qualificandosi per i play-off scudetto, dove viene sconfitta nei quarti di finale dalla Sir Safety Perugia. Disputa quindi i play-off 5º posto giungendo al secondo posto al termine della fase a girone e perdendo successivamente la finale per opera della You Energy.

## Organigramma societario
Area direttiva
- Presidente: Gianrio Falivene
- Presidente onorario: Massimiliano Marini
- Vicepresidente: Denis Francia
- Amministratore unico: Bruno Monteferri
- Amministrazione: Valentina Amore
- Team manager: Danilo Cirelli
- Direttore sportivo: Candido Grande
- Addetto agli arbitri: Mauro Petrolini
- Logistica: Marco Marinelli, Umberto Pirazzi, Alberto Sordi (dal 2 dicembre 2021)

Area tecnica
- Allenatore: Fabio Soli
- Allenatore in seconda: Roberto Cocconi
- Assistente allenatore: Elio Tommasino
- Scout man: Maurizio Cibba

Area comunicazione
- Ufficio stampa: Daniele Ronci
- Area comunicazione: Luigi Goldner
- Fotografo: Paola Libralato
- Speaker: Giuseppe Baratta

Area marketing
- Ufficio marketing: Luigi Goldner
- Biglietteria: Marina Cacciapuoti, Patrizia Cacciapuoti

Area sanitaria
- Medico: Amedeo Verri
- Preparatore atletico: Gioele Rosellini
- Fisioterapista: Valeria Diviziani, Elio Paolini
- Ortopedico: Gianluca Martini
- Osteopata: Mirko Carnevale
- Podologo: Alessandro Russo
- Radiologo: Francesco Sciuto
- Nutrizionista: Salvatore Battisti

## Rosa
| N° | Nome               | Ruolo | Data di nascita  | Nazionalità sportiva |
| -- | ------------------ | ----- | ---------------- | -------------------- |
| 1  | Aidan Zingel       | C     | 19 novembre 1990 | Australia            |
| 3  | Domenico Cavaccini | L     | 13 marzo 1987    | Italia               |
| 4  | Bardia Saadat      | O     | 12 agosto 2002   | Iran                 |
| 5  | Twan Wiltenburg    | C     | 20 gennaio 1997  | Paesi Bassi          |
| 6  | Lorenzo Giani      | P     | 1º novembre 2002 | Italia               |
| 7  | Stephen Maar       | S     | 6 dicembre 1994  | Canada               |
| 9  | Tommaso Rinaldi    | S     | 9 novembre 2001  | Italia               |
| 10 | Filippo Lanza      | S     | 3 marzo 1991     | Italia               |
| 11 | Petar Đirlić       | O     | 27 maggio 1997   | Croazia              |
| 12 | Matteo Picchio     | L     | 12 febbraio 2000 | Italia               |
| 15 | Elia Bossi         | C     | 15 agosto 1994   | Italia               |
| 17 | Michele Baranowicz | P     | 5 agosto 1989    | Italia               |
| 21 | Tobias Krick       | C     | 22 ottobre 1998  | Germania             |
| 31 | Arthur Szwarc      | O     | 30 marzo 1995    | Polonia              |
| 77 | Giacomo Raffaelli  | S     | 7 febbraio 1995  | Italia               |

## Mercato
| Acquisti | Acquisti           | Acquisti           | Acquisti   |
| R.       | Nome               | da                 | Modalità   |
| -------- | ------------------ | ------------------ | ---------- |
| P        | Michele Baranowicz | You Energy         | definitivo |
| C        | Elia Bossi         | Modena             | definitivo |
| O        | Petar Đirlić       | Callipo            | definitivo |
| P        | Lorenzo Giani      | Milano             | definitivo |
| S        | Filippo Lanza      | Chaumont           | definitivo |
| S        | Stephen Maar       | Powervolley Milano | definitivo |
| L        | Matteo Picchio     | Libertas Brianza   | definitivo |
| S        | Giacomo Raffaelli  | Stade Poitevin     | definitivo |
| S        | Tommaso Rinaldi    | Modena             | prestito   |
| O        | Bardia Saadat      | KEPCO Vixtorm      | definitivo |
| C        | Twan Wiltenburg    | Avoc Achel         | definitivo |
| C        | Aidan Zingel       | NBV                | definitivo |

| Cessioni | Cessioni        | Cessioni         | Cessioni   |
| R.       | Nome            | a                | Modalità   |
| -------- | --------------- | ---------------- | ---------- |
| S        | Oreste Cavuto   | Trentino         | definitivo |
| S        | Filippo Lanza   | Shanghai         | definitivo |
| O        | Samuel Onwuelo  | Emma Villas      | definitivo |
| S        | Luigi Randazzo  | Prisma Taranto   | definitivo |
| L        | Andrea Rondoni  | Prata            | definitivo |
| S        | Luca Rossato    | Sabaudia         | definitivo |
| C        | Andrea Rossi    | Emma Villas      | definitivo |
| O        | Giulio Sabbi    | Prisma Taranto   | definitivo |
| P        | Georgi Seganov  | Cizre            | definitivo |
| P        | Daniele Sottile | Lube             | definitivo |
| S        | Kévin Tillie    | Projekt Warszawa | definitivo |

## Risultati

### Superlega

#### Girone di andata
| 1ª Giornata - 10 ottobre 2021 PalaEvangelisti, Perugia                     | Sir Safety Perugia | 3 - 0 | Top Volley Latina | 25-22, 25-18, 25-23               |
| 2ª Giornata - 16 ottobre 2021 Palazzetto dello Sport, Cisterna di Latina   | Top Volley Latina  | 1 - 3 | Padova            | 22-25, 22-25, 25-19, 22-25        |
| 3ª Giornata - 31 ottobre 2021 PalaOlimpia, Verona                          | Verona             | 1 - 3 | Top Volley Latina | 20-25, 27-29, 25-19, 21-25        |
| 5ª Giornata - 6 novembre 2021 Palazzetto dello Sport, Cisterna di Latina   | Top Volley Latina  | 3 - 1 | Callipo           | 25-23, 27-25, 20-25, 25-20        |
| 6ª Giornata - 14 novembre 2021 PalaBanca, Piacenza                         | You Energy         | 3 - 1 | Top Volley Latina | 23-25, 25-22, 25-23, 25-21        |
| 7ª Giornata - 20 novembre 2021 Palazzetto dello Sport, Cisterna di Latina  | Top Volley Latina  | 2 - 3 | Milano            | 18-25, 25-23, 23-25, 25-16, 14-16 |
| 8ª Giornata - 23 novembre 2021 Palalido, Milano                            | Powervolley Milano | 2 - 3 | Top Volley Latina | 34-32, 21-25, 33-31, 21-25, 13-15 |
| 9ª Giornata - 28 novembre 2021 Palazzetto dello Sport, Cisterna di Latina  | Top Volley Latina  | 0 - 3 | Lube              | 23-25, 23-25, 15-25               |
| 10ª Giornata - 5 dicembre 2021 Palazzetto dello Sport, Cisterna di Latina  | Top Volley Latina  | 2 - 3 | Modena            | 27-25, 25-19, 18-25, 18-25, 11-15 |
| 11ª Giornata - 8 dicembre 2021 PalaMazzola, Taranto                        | Prisma Taranto     | 3 - 1 | Top Volley Latina | 26-28, 25-22, 29-27, 27-25        |
| 12ª Giornata - 12 dicembre 2021 Palazzetto dello Sport, Cisterna di Latina | Top Volley Latina  | 3 - 0 | Porto Robur Costa | 25-16, 25-16, 25-16               |
| 13ª Giornata - 19 dicembre 2021 PalaTrento, Trento                         | Trentino           | 3 - 0 | Top Volley Latina | 25-15, 25-14, 25-22               |

#### Girone di ritorno
| 14ª Giornata - 26 dicembre 2021 Palazzetto dello Sport, Cisterna di Latina | Top Volley Latina | 1 - 3 | Sir Safety Perugia | 27-25, 19-25, 10-25, 19-25        |
| 15ª Giornata - 30 dicembre 2021 PalaSanLazzaro, Padova                     | Padova            | 3 - 2 | Top Volley Latina  | 25-17, 22-25, 17-25, 37-35, 15-11 |
| 16ª Giornata - 29 gennaio 2022 Palazzetto dello Sport, Cisterna di Latina  | Top Volley Latina | 1 - 3 | Verona             | 25-23, 20-25, 23-25, 21-25        |
| 18ª Giornata - 16 febbraio 2022 PalaMaiata, Vibo Valentia                  | Callipo           | 2 - 3 | Top Volley Latina  | 17-25, 21-25, 25-21, 25-17, 14-16 |
| 19ª Giornata - 9 febbraio 2022 Palazzetto dello Sport, Cisterna di Latina  | Top Volley Latina | 3 - 0 | You Energy         | 25-17, 26-24, 25-23               |
| 20ª Giornata - 6 febbraio 2022 Palazzetto dello sport, Monza               | Milano            | 3 - 1 | Top Volley Latina  | 22-25, 25-23, 25-23, 25-18        |
| 21ª Giornata - 13 febbraio 2022 Palazzetto dello Sport, Cisterna di Latina | Top Volley Latina | 0 - 3 | Powervolley Milano | 21-25, 11-25, 24-26               |
| 22ª Giornata - 2 marzo 2022 PalaCivitanova, Civitanova Marche              | Lube              | 3 - 1 | Top Volley Latina  | 17-25, 25-21, 25-18, 25-20        |
| 23ª Giornata - 26 febbraio 2022 PalaPanini, Modena                         | Modena            | 2 - 3 | Top Volley Latina  | 31-33, 12-25, 25-19, 25-17, 8-15  |
| 24ª Giornata - 23 gennaio 2022 Palazzetto dello Sport, Cisterna di Latina  | Top Volley Latina | 3 - 1 | Prisma Taranto     | 22-25, 25-14, 25-23, 25-15        |
| 25ª Giornata - 13 marzo 2022 PalaDeAndré, Ravenna                          | Porto Robur Costa | 1 - 3 | Top Volley Latina  | 25-20, 11-25, 21-25, 19-25        |
| 26ª Giornata - 20 marzo 2022 Palazzetto dello Sport, Cisterna di Latina    | Top Volley Latina | 3 - 0 | Trentino           | 28-26, 25-19, 25-23               |

#### Play-off scudetto
| Quarti di finale (gara 1) - 27 marzo 2022 PalaEvangelisti, Perugia                   | Sir Safety Perugia | 3 - 1 | Top Volley Latina  | 25-15, 19-25, 25-17, 26-24 |
| Quarti di finale (gara 2) - 3 aprile 2022 Palazzetto dello Sport, Cisterna di Latina | Top Volley Latina  | 0 - 3 | Sir Safety Perugia | 23-25, 20-25, 20-25        |

#### Play-off 5º posto
| 1ª Giornata - 17 aprile 2022 PalaBanca, Piacenza                        | You Energy         | 3 - 0 | Top Volley Latina | 25-18, 25-22, 25-22               |
| 2ª Giornata - 24 aprile 2022 Palalido, Milano                           | Powervolley Milano | 1 - 3 | Top Volley Latina | 20-25, 25-21, 21-25, 16-25        |
| 3ª Giornata - 27 aprile 2022 Palazzetto dello Sport, Cisterna di Latina | Top Volley Latina  | 3 - 0 | Prisma Taranto    | 25-15, 31-29, 25-22               |
| 4ª Giornata - 30 aprile 2022 Palazzetto dello sport, Monza              | Milano             | 0 - 3 | Top Volley Latina | 16-25, 16-25, 13-25               |
| 5ª Giornata - 3 maggio 2022 Palazzetto dello Sport, Cisterna di Latina  | Top Volley Latina  | 2 - 3 | Verona            | 24-26, 25-16, 22-25, 25-20, 17-19 |
| Semifinali - 7 maggio 2022 Palazzetto dello Sport, Cisterna di Latina   | Top Volley Latina  | 3 - 1 | Milano            | 15-25, 25-20, 25-22, 26-24        |
| Finale - 13 maggio 2022 PalaBanca, Piacenza                             | You Energy         | 3 - 1 | Top Volley Latina | 25-23, 25-19, 26-28, 25-20        |

## Statistiche

### Statistiche di squadra
| Competizione | Punti | In casa | In casa | In casa | In trasferta | In trasferta | In trasferta | Totale | Totale | Totale |
| Competizione | Punti | G       | V       | P       | G            | V            | P            | G      | V      | P      |
| ------------ | ----- | ------- | ------- | ------- | ------------ | ------------ | ------------ | ------ | ------ | ------ |
| Superlega    | 30/10 | 16      | 7       | 9       | 17           | 7            | 10           | 33     | 14     | 19     |
| Totale       | -     | 16      | 7       | 9       | 17           | 7            | 10           | 33     | 14     | 19     |

G = partite giocate; V = partite vinte; P = partite perse 

### Statistiche dei giocatori
| Giocatore     | Superlega | Superlega | Superlega | Superlega | Superlega | Totale | Totale | Totale | Totale | Totale |
| Giocatore     | P         | PT        | AV        | MV        | BV        | P      | PT     | AV     | MV     | BV     |
| ------------- | --------- | --------- | --------- | --------- | --------- | ------ | ------ | ------ | ------ | ------ |
| M. Baranowicz | 33        | 57        | 12        | 20        | 25        | 33     | 57     | 12     | 20     | 25     |
| E. Bossi      | 32        | 174       | 126       | 40        | 8         | 32     | 174    | 126    | 40     | 8      |
| D. Cavaccini  | 31        | 0         | 0         | 0         | 0         | 31     | 0      | 0      | 0      | 0      |
| P. Đirlić     | 29        | 443       | 357       | 54        | 32        | 29     | 443    | 357    | 54     | 32     |
| L. Giani      | 14        | 2         | 0         | 0         | 2         | 14     | 2      | 0      | 0      | 2      |
| T. Krick      | 1         | 0         | 0         | 0         | 0         | 1      | 0      | 0      | 0      | 0      |
| F. Lanza      | 4         | 39        | 38        | 1         | 0         | 4      | 39     | 38     | 1      | 0      |
| S. Maar       | 30        | 473       | 388       | 45        | 40        | 30     | 473    | 388    | 45     | 40     |
| M. Picchio    | 11        | 0         | 0         | 0         | 0         | 11     | 0      | 0      | 0      | 0      |
| G. Raffaelli  | 32        | 212       | 178       | 29        | 5         | 32     | 212    | 178    | 29     | 5      |
| T. Rinaldi    | 30        | 226       | 193       | 16        | 17        | 30     | 226    | 193    | 16     | 17     |
| B. Saadat     | 15        | 40        | 35        | 4         | 1         | 15     | 40     | 35     | 4      | 1      |
| A. Szwarc     | 7         | 101       | 89        | 10        | 2         | 7      | 101    | 89     | 10     | 2      |
| T. Wiltenburg | 24        | 56        | 32        | 19        | 5         | 24     | 56     | 32     | 19     | 5      |
| A. Zingel     | 33        | 217       | 132       | 76        | 9         | 33     | 217    | 132    | 76     | 9      |

P = presenze; PT = punti totali; AV = attacchi vincenti; MV = muri vincenti; BV = battute vincenti